# Bazán Frías, elogio del crimen
Bazán Frías, elogio del crimen es una película documental de Argentina filmada en colores dirigida por Lucas García Melo y Juan Mascaró que se estrenó el 16 de mayo de 2019. El filme se basa en la vida de Andrés Bazán Frías.

## Producción
Los organizadores del filme armaron un taller de actuación en el viejo comedor del penal, donde grabaron algunas escenas y para otras usaban las locaciones previstas. La relación fue buena con los internos y desde el inicio les gustó la idea de participar en la película por lo que contaron con mucha participación y entrega de su parte. Si bien los organizadores descreen que el sistema penitenciario sirva para reinsertar a las personas en la sociedad, rescatan que la película los acercó a un oficio, aprendieron algo o, por lo menos, tuvieron  una pequeña distracción una vez a la semana. Las gestiones para entrar al penal duraron varios meses pero una vez concedida no tuvimos mayores inconvenientes. A veces había internos que no iban porque se habían peleado, estaban heridos o habían sido trasladados a otra unidad, o por la depresión constante que les genera el encierro.

## Sinopsis
Andrés Bazán Frías nació en la pobreza en la provincia de Tucumán  a finales del siglo XIX, comenzó a robar comida para repartir entre la gente de su barrio y fue muerto en 1923 por la policía cuando intentaba trepar un muro del Cementerio del Oeste. Convertido en una suerte de Robín Hood tucumano, santo de los presos, es objeto de devoción popular. Ahora, los internos del Penal de Villa Urquiza formaron parte de un taller para actuar la vida de este bandolero.

## Reparto
Participan del filme los siguientes intérpretes:
- María Alejandra Monteros
- Héctor Espeche
- César Romero
- Silvia Quírico
- Matías Pereyra
- Walter "Chichilo" Acevedo
- Daniel "Mocosete" Acosta
- Juan José "Quito" Álvarez
- Moisés Amaya
- Rodrigo "Capullo" Carrazán
- Gustavo "Cata" Romero
- Alaín Ferreyra
- Martín Ferreyra
- Gonzalo Leal
- Víctor "Tufy" Romero

## Premios
La película fue galardonada con el premio a la mejor película en el Festival Tucumán Cine y ganó el 2° Premio del certamen Labex Argentina 2017 dentro de la categoría Work in Progress. En 2019 ganó el Premio Especial del Jurado del FICIP, Festival Internacional de Cine Político 

## Exhibición
En mayo de 2019, al ser estrenada en Tucumán, fue un éxito de taquilla en el Espacio INCAA, agotando localidades durante tres semanas consecutivas. La escasez de pantallas por el monopolio de cine extranjero hizo que fuese quitada intempestivamente por los programadores de la sala. En las distintas proyecciones participaron ex-reclusos del Penal de Villa Urquiza, donde fue filmada la película. El film fue televisado en canal Encuentro en 2020, en el ciclo No ficción se encuentra actualmente disponible en la plataforma Cine.ar Play

## Comentarios
Pedro Arturo Gómez en La Nota (Revista de Cultura) escribió: ""Bazán Frías. Elogio del crimen es un ágil y movilizador ejercicio de cinema verité y documental participativo, reflexivo y autorreflexivo: la cámara interviene en esa realidad profílmica funcionando como un catalizador que precipita situaciones, se muestra al colectivo de realización interactuando durante el rodaje con los reclusos, quienes exponen sus apreciaciones y cuestionamientos, mientras que la película exhibe su propio dispositivo fílmico y reflexiona acerca de sus motivaciones, objetivos y recursos. Pero las cualidades más sobresalientes de este film están en su capacidad para desmontar la violencia simbólica inherente a una incursión documentalista de la institución cinematográfica en una comunidad subalterna privada de libertad. Esto se logra mediante operaciones de enunciación que hacen posible una articulación dialógica entre el punto de vista “nativo” (el de los reclusos) y el de los realizadores, sin rehuir la confrontación, y el acceso a las texturas humanas más vitales de los sujetos de esa comunidad, sus pensamientos y emociones, sus anhelos y miedos, superando las prefiguraciones –aún las más idealistas y bienintencionadas- sin evitar nombrarlas, en una exploración que se hace cargo con explicitud de los riesgos que conlleva la construcción de la accesibilidad a esos mundos personales" -->
María Fernanda Mugica en La Nación escribió:

”El documental…tiene tramos muy poderosos pero también cierta desorganización en la narración que los opacan. El foco narrativo pierde su eje debido a la ambición por desarrollar en poco más de una hora la historia de este personaje de fines del siglo XIX y también reflexionar sobre el crimen, sus orígenes y consecuencias. El mayor valor del film es el registro del taller de teatro integrado por un grupo de internos del penal de Villa Urquiza, que ponen en escena una representación de la vida de Bazán Frías al tiempo que reflexionan sobre la criminalidad.

Juan Pablo Cinelli en Página 12 escribió:

”…busca superponer pasado y presente para mirar sus cruces desde distintas perspectivas. Para ello echa mano de una variedad de recursos, pero en especial uno: reconstruir cinematográficamente la vida del bandolero a partir del trabajo junto a un grupo de reclusos...Bazán Frías fue conocido como “el Robin Hood tucumano” y hoy cuenta con devotos que lo consideran un alma milagrosa, relatos que, como todos los mitos, surgen de la tradición oral…A los reportes de la época...el documental le opone un collage de voces de periodistas contemporáneos….El trabajo dramático realizado con los internos tiene, sobre todo, el valor de aportar a sus participantes una nueva forma de ver el mundo y su propio lugar dentro de él. Las escenas que más impactan son aquellas en los que ellos, los verdaderos protagonistas, cuentan sus experiencias e ilusiones en primera persona.“